# Senyoratge
El senyoratge era una situació en la qual una regió o un poble donava tribut a una entitat més poderosa que permetia al tributari una autonomia domèstica limitada però administrant les seves relacions internacionals. L'entitat més poderosa en la relació de senyoratge, o el cap d'estat d'aquesta entitat més poderosa s'anomena senyor. El concepte de senyoratge és un concepte que s'aplica als imperis en la història, no té cabuda en el dret internacional actual.
El terme senyoratge s'usava originalment per descriure la relació entre l'Imperi Otomà i les seves regions veïnes. Es diferencia de la sobirania en què el tributari té una autonomia limitada. En el dret feudal, el senyor era un senyor feudal que tenia un feu al que altres feudataris li prestaven homenatge, i es diferenciava d'altres senyors feudals, en què el senyor era vassall directe del rei, a qui havia de retre homenatge.